# 新幾內亞腹口鯰
新幾內亞腹口鯰為輻鰭魚綱鯰形目海鯰科的其中一種，分布於亞洲新幾內亞中南部淡水流域，體長可達15公分，棲息在底層水域，屬肉食性。